# Firebird Foundation
Firebird Foundation es una organización de personas y compañías de tamaños variados, trabajando juntos como parte de una organización sin ánimo de lucro cuyo objetivo es asegurar la continuidad del desarrollo de la base de datos relacional de código libre Firebird y productos relacionados.
Las cuotas abonadas por los miembros desempeñan un papel importante en la financiación directa del desarrollo del motor de Firebird. Hay una lista de miembros actualizada aquí. Como fundación, Nos tomamos en serio el soporte económico básico para el desarrollo de la base de datos y por ello nuestros miembros consideran que es un privilegio pagar sus cuotas de suscripción.

## Patrocinios
Además de las cuotas abonadas por los miembros, los acuerdos de patrocinio con personas físicas y jurídicas constituyen una parte importante de los ingresos obtenidos por la Fundación que le permite llevar a cabo sus objetivos.

## Legalidad
Legalmente Firebird Foundation (Inc.) es una asociación sin ánimo de lucro constituida y registrada en el estado de New South Wales, Australia (certificado INC9878828).

## Gestión
Los asuntos de la Fundación son administrados por un Comité de Administración elegido anualmente durante la Reunión General Anual, por los votos de los miembros de la Fundación.
Este comité gobierna de acuerdo a las reglas de la asociación y también tiene mandato para crear y delegar tareas a sub-comités si ello fuese necesario.
Las reuniones de la Fundación se realizan generalmente en un foro en línea.
Antes de su incorporación, los asuntos de la Fundación eran administrados por el FirebirdSQL Foundation Steering Group. Este grupo eligió delegados y miembros del comité para administrar los asuntos de la Fundación hasta la primera Reunión General Anual, que tuvo lugar en diciembre de 2002.
En junio de 2005, por una resolución especial, el nombre de la fundación se cambió de su nombre original The FirebirdSQL Foundation.

## Objetivos
La lista de objetivos de la Fundación Firebird (en esta página de su sitio web) son:

- Apoyar y promover el desarrollo del servidor de bases de datos relacional de código abierto Firebird.

- Proporcionar la infraestructuras comercial y los mecanismos necesarios para aceptar y administrar los fondos recaudados, y distribuir estos fondos para fomentar y mejorar los esfuerzos de desarrollo.

- Alentar la cooperación y la afiliación de personas, otras organizaciones sin animo de lucro y compañías comerciales que estén involucrados, tengan previsto involucrarse en el desarrollo, soporte y promoción de proyectos de software Firebird y productos y actividades asociados.